# Kováčovská vyvieračka
Kováčovská vyvieračka – wywierzysko w Krasie Słowacko-Węgierskim w południowej Słowacji, odwadniające fragment północnej części Płaskowyżu Horný vrch.

## Położenie
Znajduje się w centrum wsi Kováčová w powiecie Rożniawa, w głębokiej dolinie potoku Čremošná, wyznaczającej tu północną granicę Krasu. Wypływa na wysokości ok. 450 m n.p.m. u wschodnich podnóży masywu Drieňovca (804 m n.p.m.), wyraźnie wyodrębniającego się z Płaskowyżu Horný vrch.
Wywierzysko leży na skraju Parku Narodowego Słowacki Kras i jednocześnie na skraju obejmującego masyw Drieňovca rezerwatu przyrody Drieňovec.

## Charakterystyka
Masyw Drieňovca budują głównie rafowe i lagunarne wapienie tzw. dachsteinskie, pochodzące z młodszego triasu (noryk, retyk). Wywierzysko powstało w miejscu, w którym wapienne formacje spotykają się z leżącymi niżej warstwami nieprzepuszczalnych permskich piaskowców i łupków, w linii złomu tektonicznego, biegnącego stąd w kierunku zachodnim, ku znajdującej się w górnych partiach kopy Drieňovca, na wysokości 720 m n.p.m., głębokiej studni jaskini Veterná priepasť. Wydajność wypływu sięga 30 l/s. Jego wody są częściowo wykorzystywane do celów komunalnych, a nadwyżki spływają (jako Zlatý potok) wprost do Čremošnej.